# Deep Breath
"Deep Breath" é o primeiro episódio da oitava temporada da série de ficção científica britânica Doctor Who, transmitido pela primeira vez na BBC One e lançado nos cinemas em 23 de agosto de 2014. Foi escrito pelo  showrunner e produtor executivo da série, Steven Moffat, e foi dirigido por Ben Wheatley.
No episódio, o recém-regenerado Décimo segundo Doutor (Peter Capaldi) e Clara Oswald (Jenna Coleman) pousam na Londres vitoriana, onde encontram um dinossauro desenfreado no Tâmisa e uma onda de combustões espontâneas mortais. No entanto, a amizade deles é colocada em risco enquanto Clara luta para lidar com a nova encarnação do Doutor.
O episódio conta com a primeira aparição completa de Capaldi como o Doutor, com Coleman reprisando seu papel como sua acompanhante da temporada anterior. Também apresenta Neve McIntosh, Catrin Stewart e Dan Starkey reprisando seus papéis como Madame Vastra, Jenny Flint e Strax, bem como o antecessor de Capaldi, Matt Smith, em uma aparição especial. O episódio apresenta o arco principal da temporada que gira em torno de uma misteriosa mulher chamada Missy (interpretada por Michelle Gomez), que é frequentemente vista recebendo pessoas que morreram ao longo da temporada na "Terra Prometida", um lugar que serve como um vida após a morte aparente para personagens falecidos.
"Deep Breath" foi assistido por 9,17 milhões de telespectadores, a maior audiência para uma estreia desde o primeiro episódio de Matt Smith como o Décimo primeiro Doutor em 2010 e recebeu críticas positivas, com muitos avaliadores elogiando as atuações de Capaldi e Coleman, o roteiro de Moffat, e a introdução e estilização do novo Doutor, embora a participação especial de Smith tenha recebido críticas mistas.

## Enredo

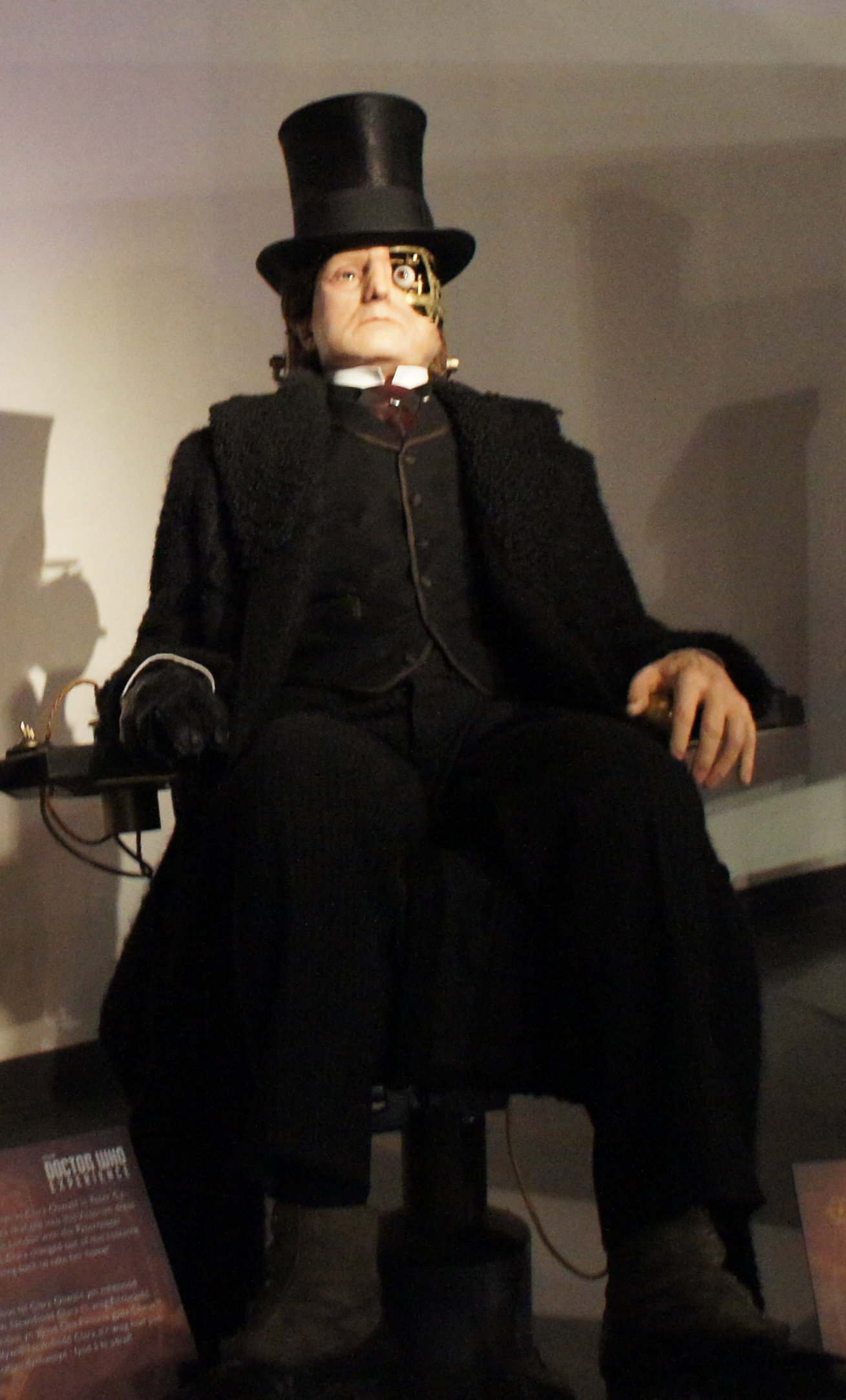
O Homem Meia-Face, em exibição na Doctor Who Experience.

Um dinossauro se materializa na Londres vitoriana e cospe a TARDIS nas margens do rio Tâmisa, quando o recém-regenerado Décimo segundo Doutor e Clara saem dela. Enquanto o Doutor descansa na residência da Paternoster Gang, a Siluriana Madame Vastra confronta Clara sobre sua atitude preconceituosa em relação à mudança de rosto do Doutor. O dinossauro pega fogo; Vastra confirma que este não é o primeiro incidente recente de combustão espontânea. O Doutor e Clara investigam separadamente.
Na manhã seguinte, o Doutor percorre as ruas secundárias em busca de respostas, reconhecendo seu rosto atual de antes. Tanto Clara quanto o Doutor encontram um anúncio em um jornal orientando-os a se encontrarem em um restaurante específico. Eles descobrem que nenhum deles plantou a mensagem. Eles descobrem que o restaurante faz parte de uma nave espacial que caiu no passado e está cheia de robôs humanóides. Abaixo do restaurante, eles veem um ciborgue masculino adormecido com metade do rosto. O Doutor supõe que o Homem Meia-Face é um robô que substitui suas peças mecânicas por biológicas.
A pedido de Clara, o Homem Meia-Face despertado revela que está tentando alcançar a "terra prometida" prolongando sua vida por meio de substituições de peças e matou o dinossauro para usar seu material biológico em seu computador. O Homem Meia-Face lança sua cápsula de fuga - um balão de ar quente feito de pele humana - erguendo ele e o Doutor para o céu. O Doutor afirma que o Homem Meia-Face substituiu seus componentes tantas vezes que ele não existe mais em sua forma original e não quer continuar sua existência. O Doutor então avisa que ou o Homem Meia-Cara terá que se matar, ou o Doutor será forçado a matá-lo para proteger os humanos. Depois disso, o Homem Meia-Face morre ao colidir com a torre do Big Ben, e todos os outros robôs entram em modo inativo.
O Doutor suspeita que a "mulher da loja" não vista que colocou o anúncio no jornal e deu o telefone do Doutor a Clara está mantendo os dois juntos. Clara expressa dúvidas sobre o novo Doutor e não tem certeza sobre continuar viajando com ele. Clara recebe um telefonema do Décimo primeiro Doutor, feito momentos antes de sua regeneração, incentivando-a a ficar e Clara concorda. O Homem Meia-Face acorda e conhece uma mulher chamada Missy, que lhe diz que chegou à terra prometida.

### Continuidade
A frase que Madame Vastra diz, "Bem, aqui vamos nós de novo", refere-se à declaração do Brigadeiro Lethbridge-Stewart enquanto o Terceiro Doutor se regenera no Quarto Doutor em Planet of the Spiders (1974). O Doutor comenta como seu novo rosto é semelhante a outro que ele viu, lembrando como o Décimo Doutor conheceu um homem chamado Caecilius em "The Fires of Pompeii" (2008), que também foi interpretado por Capaldi. A ligação do Décimo primeiro Doutor para Clara é mostrada da perspectiva dele em seus momentos finais antes de se regenerar no planeta Trenzalore, usando imagens de "The Time of the Doctor". A nave escondida dos ciborgues é chamada de SS Marie Antoinette, a 'nave irmã do SS Madame de Pompadour' - embora o próprio Doutor se esforce para lembrar a conexão, esta última nave e o conceito da tripulação ciborgue coletando suas contrapartes humanas para consertar sua nave são testemunhados no quarto episódio da segunda temporada, "The Girl in the Fireplace" (2006).
No final da história, o Doutor especula sobre a identidade da pessoa que escreveu o anúncio de jornal "Garota Impossível", suspeitando que seja a mesma pessoa que deu a Clara o número do telefone da TARDIS em "The Bells of Saint John" (2013), que é revelado em "Death in Heaven" como sendo Missy. O diálogo final entre Clara e o Doutor sobre café e a incapacidade do Doutor de pagar por ele, lembra uma troca semelhante sobre batatas fritas entre o Nono Doutor e Rose Tyler na conclusão de "The End of the World" (2005).

## Produção

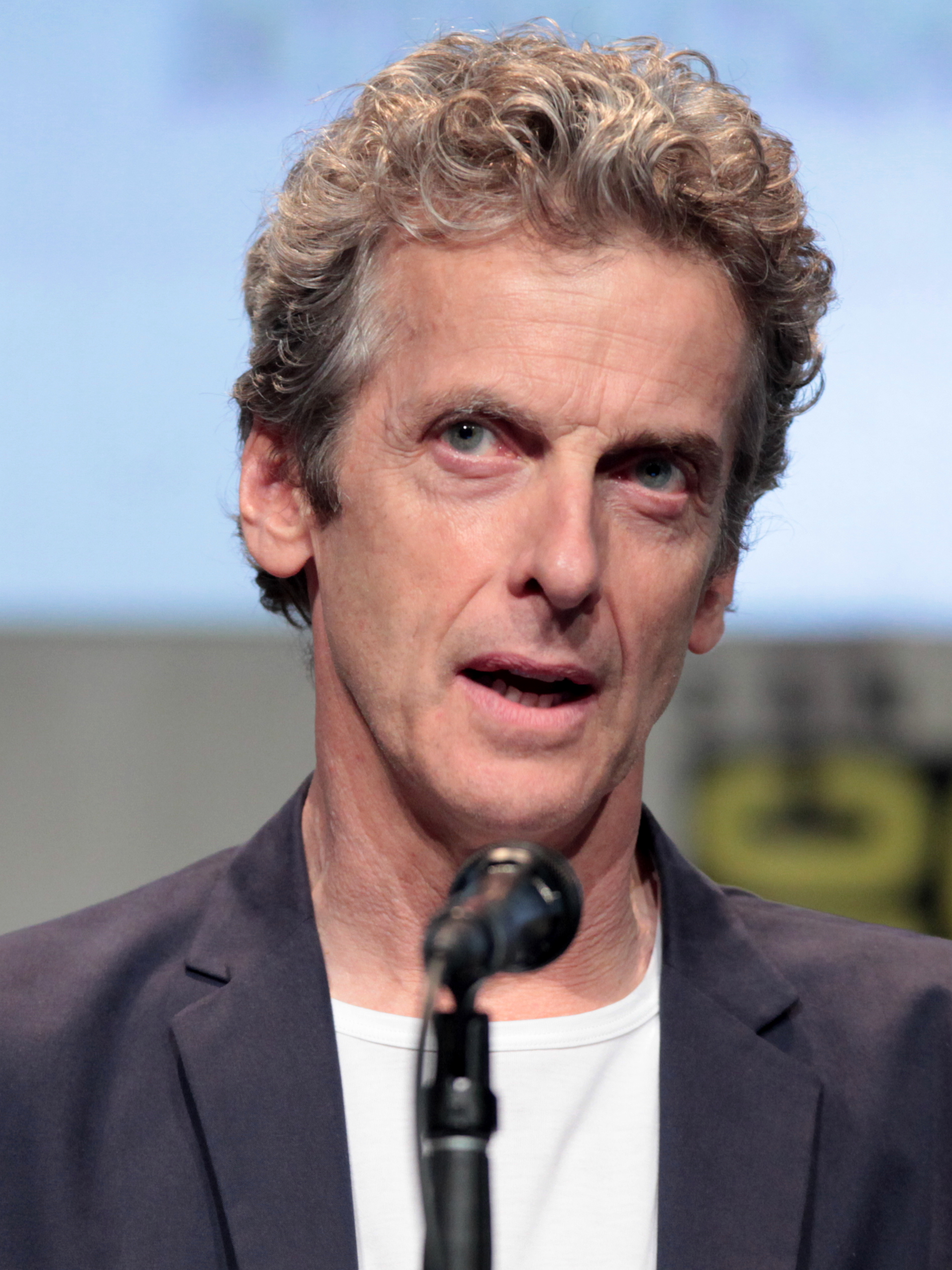
O episódio foi a primeira aparição completa de Peter Capaldi como o Décimo segundo Doutor.

### Filmagens
A cena de Matt Smith como o Décimo Primeiro Doutor foi filmada em 5 de outubro de 2013, o último dia das filmagens de "The Time of the Doctor". Moffat escreveu a cena de Smith antes do resto do episódio. A leitura do episódio foi realizada em 17 de dezembro de 2013, e as filmagens começaram em Maltings em Cardiff em 7 de janeiro de 2014. As filmagens ocorreram posteriormente em Mount Stuart Square no dia 13. Cenas também foram filmadas na Queen Street no dia 28. Rachel Talalay, não creditada, dirigiu a cena de Missy, já que o diretor do episódio, Ben Wheatley, não estava disponível; ela o consultou e tentou incorporar suas ideias. As filmagens terminaram em 18 de fevereiro de 2014.

### Promoção
Steven Moffat disse que este episódio seria uma "grande introdução" para Peter Capaldi como o Décimo segundo Doutor. Ele disse que haveria "muita ação, bobagens e perigos, como sempre houve em Doctor Who".
Em 11 de agosto de 2014, um trailer de 30 segundos do episódio foi lançado no Twitter.

## Transmissão e recepção

### Vazamento
Em 6 de julho de 2014, os roteiros dos primeiros cinco episódios da temporada (incluindo "Deep Breath") vazaram inadvertidamente online da sede da BBC Worldwide na América Latina, gerando um apelo da empresa para manter em segredo o enredo dos cinco episódios. Também vazou uma versão preliminar em preto e branco de "Deep Breath", faltando a maioria dos efeitos visuais, mas quase completa. A BBC atribuiu o vazamento ao fato de os arquivos terem sido armazenados em um servidor acessível ao público em sua nova sede em Miami. Steven Moffat, falando na London Film and Comic Con, chamou o vazamento de "horrível, miserável e perturbador".

### Televisão
O episódio foi transmitido simultaneamente no Reino Unido e em muitos outros países em 23 de agosto de 2014, e foi transmitido mais tarde naquele mesmo dia em outros locais, como na BBC America. Em 31 de agosto de 2014, o episódio foi transmitido pela Prime TV da Nova Zelândia.

### Cinemas
O episódio teve sua estreia mundial em Cardiff em 7 de agosto de 2014 como parte da turnê mundial da 8.ª temporada. Como parte da turnê, exibições antecipadas também foram realizadas em outros destinos da turnê. Assim como "The Day of the Doctor", "Deep Breath" foi lançado mundialmente nos cinemas participantes em 23 de agosto de 2014. O episódio foi exibido à meia-noite em 12 cidades dos Estados Unidos em 23 de agosto, e uma exibição maior em 550 cinemas em 25 de agosto. As exibições do episódio no cinema foram acompanhadas por uma prequela de cinco minutos. Também foi exibido nos cinemas do Brasil. Em Portugal, o episódio foi exibido nos Cinemas UCI em Lisboa e no Porto a 23 de agosto, com  sessão única.

### Audiência
Exibido às 19h50, a transmissão simultânea de "Deep Breath" teve uma audiência média de 6,79 milhões no Reino Unido. O episódio atingiu um pico de 6,96 milhões de telespectadores, assistido por quase um terço de todos os telespectadores na noite de transmissão com um share de 32,5%. As visualizações finais da semana, que não incluem os telespectadores do BBC iPlayer, mas incluem os telespectadores que assistiram ao programa uma semana após sua transmissão, mostraram que 9,17 milhões de telespectadores (37,9% de share) viram o episódio, tornando-o o segundo programa de maior audiência da semana na televisão britânica. Este também foi o maior número de audiência final para um episódio regular da série desde o primeiro episódio completo de Matt Smith, "The Eleventh Hour", transmitido em abril de 2010, embora os especiais de Natal e o especial de 50 anos da série em 2013, "The Day of the Doctor", obteve índices de audiência mais altos. Foi apenas o oitavo episódio de Doctor Who a ser um dos dois programas mais vistos da semana. Em termos de visualizações L+7, "Deep Breath" teve 10,76 milhões de visualizações. O episódio também foi o mais visto do BBC iPlayer em agosto, recebendo 2,06 milhões de solicitações em oito dias.
Nos Estados Unidos, a estreia exibida na BBC America teve uma audiência de 2,19 milhões de telespectadores, a maior audiência de sábado da rede e pouco abaixo da maior audiência do especial "The Day of the Doctor", somando um total de 2,6 milhões de telespectadores, um aumento significativo em relação aos 1,5 milhão que assistiram à estreia da sétima temporada em 2012. Na Austrália, o episódio teve um total de 1,19 milhão de telespectadores na ABC. No Canadá, "Deep Breath" teve quase 1,4 milhão de telespectadores no Space, tornando-se a segunda transmissão mais assistida de todos os tempos neste canal.

### Recepção crítica
| Críticas profissionais: | Críticas profissionais: |
| Avaliações da crítica   | Avaliações da crítica   |
| Fonte                   | Avaliação               |
| ----------------------- | ----------------------- |
| The A.V. Club           | B+                      |
| Paste Magazine          | 7,8                     |
| SFX Magazine            | [ 47 ]                  |
| TV Fanatic              | [ 48 ]                  |
| CultBox                 | [ 49 ]                  |
| IGN                     | 8,2                     |
| New York Magazine       | [ 51 ]                  |
| Radio Times             | [ 52 ]                  |
| The Daily Telegraph     | [ 53 ]                  |

O episódio recebeu críticas positivas, com muitos avaliadores elogiando as atuações de Capaldi e Coleman, o roteiro de Moffat e a introdução e estilização do novo Doutor. A participação especial de Matt Smith, no entanto, recebeu críticas mistas. O episódio foi nomeado para o GLAAD Media Award de Melhor Episódio Individual.
O The Guardian respondeu bem ao episódio, rotulando a atuação de Capaldi como "intimidante, ousada e perturbadora" e elogiando a direção de Ben Wheatley nos momentos mais tensos do episódio, chamando-o de "a matéria do verdadeiro terror e admiração". A participação especial de Matt Smith como o Décimo primeiro Doutor foi criticada pelo Daily Mirror. No entanto, acabou rotulando o episódio de "impecável", afirmando que Capaldi "tem todas as características de um grande Doutor". Michael Hogan, escrevendo para o The Daily Telegraph, elogiou a escrita de Moffat por questionar as opiniões dos telespectadores sobre o novo Doutor e por afirmar claramente que não haveria flerte para esse rosto. Hogan observa que "o tom também parecia diferente, mais calmo e pensativo – menos sobre correr pelos corredores de mãos dadas, mais sobre autodescoberta e redenção". Hogan também afirmou que o roteiro era semelhante ao de Sherlock, para o qual Moffat também escreveu, e era um pouco lento em alguns lugares, mas ainda combinava ação por trás do sofá com comentários humorísticos sobre a ITV e o Referendo Escocês.
Brian Lowry, da Variety, elogiou o roteiro de Moffat, afirmando que ele "enfatiza a continuidade do enredo e facilita a transição dos espectadores fiéis para a transição da regeneração" e encerrou sua crítica dizendo: "É um equilíbrio tonal habilidoso que define o melhor de Doctor Who e exemplifica o ethos que mantém a série forte, apontando para o passado com todos os olhos voltados para o futuro". David Wiegand do San Francisco Chronicle elogiou o episódio, particularmente a escrita de Moffat, dizendo que seu roteiro "manipula magistralmente as expectativas do público". Ele deu ao episódio quatro de quatro estrelas.
No entanto, nem todas as críticas foram positivas. A Forbes classificou a história como "estranhamente recessiva, pouco heroica e enfadonha", chamando os personagens de Capaldi e Coleman de "insípidos".
A cena em que Madame Vastra e Jenny Flint trocam um beijo gerou seis reclamações ao Ofcom, com os telespectadores criticando a BBC por promover uma "agenda gay flagrante". O Ofcom decidiu não investigar mais o assunto, julgando que as reclamações não "levantavam questões que justificassem investigação". A cena foi removida da transmissão asiática do episódio para cumprir o código de transmissão de Cingapura.

## Home media
"Deep Breath" recebeu um lançamento independente em DVD e Blu-ray no Reino Unido em 8 de setembro de 2014, nos Estados Unidos em 9 de setembro, e na Austrália em 10 de setembro. Posteriormente, foi lançado na caixa de DVD e Blu-ray da oitava temporada completa no Reino Unido em 17 de novembro de 2014, na Austrália em 19 de novembro, e nos Estados Unidos em 9 de dezembro.